# 広津素子
広津 素子（ひろつ もとこ、1953年5月16日 - ）は、日本の政治家、元衆議院議員（1期）。公認会計士。戸籍上の氏名は平林 素子（ひらばやし もとこ）。

## 人物・経歴
佐賀県唐津市出身。唐津市立外町小学校、唐津市立第一中学校、佐賀県立唐津東高等学校卒業。高等学校時代は、旺文社全国実力テストで日本一になった。1977年、東京大学医学部卒業。1982年から中央青山監査法人（プライスウォーターハウスクーパース）や朝日監査法人（アーサー・アンダーセン）、KPMGにおいて公認会計士・税理士として活動、その後LEC会計大学院の教授を務めた。
2005年9月11日の第44回衆議院議員総選挙（郵政選挙）では、元自治大臣で旧橋本派（平成研究会）であった保利耕輔のいわゆる刺客として、佐賀3区から立候補した。造反選挙区における刺客候補としては最後の擁立で小選挙区では保利に大敗したが、比例九州ブロックの1位に登録されていたため復活当選した。
2006年の郵政造反組復党問題で、同じ選挙区の保利が自民党に復党した。その後、自民党佐賀県連が次期総選挙において保利の公認を求めることを決めたため、自民党佐賀県第3選挙区支部長であった広津は異議を唱えたが、第45回衆議院議員総選挙において自民党の公認を得られなかったことから、同年7月31日に、自民党に離党届を提出。先に自民党を離党していた渡辺喜美らが結党したみんなの党に参加し、2009年8月30日の第45回衆議院議員総選挙へ同党公認で佐賀3区から出馬したが、落選した。
その後、みんなの党から第45回衆議院議員選挙や第22回参議院議員通常選挙で党公認料や支部交付金などが得られず、政治活動が続けられないという理由で、2010年3月31日限りで同党の佐賀県第3選挙区支部を解散した。一方、自らの政策は自民党内の改革派やみんなの党、民主党の一部に近い事を明らかにしている。また、衆議院議員在職中より、水産業や環境・生態系保全の視点から、佐賀県内で賛同者の多い諫早湾干拓事業を見直し、農業と水産業の両立を図るとしている。

## 政策
- 地方分権後の九州の経済を浮揚させるためには、世界の成長センターであり、世界の工場となるアジア大陸に向け、福岡（博多）から佐賀3区最大の都市である唐津市、壱岐、対馬を通って、海底トンネルで対馬海峡を渡り、大韓民国の釜山までを結ぶ高速鉄道と高速道路を建設すべきという構想を打ち出している[6]。
- 脱原発再稼働反対、自然エネルギー推進[要出典]。
- 消費税増税に反対[要出典]。
- TPPに反対[要出典]。

## 著書
- 『会社分割の実務』（平林素子名義、武井一浩との共著、商事法務研究会、2000年）[1][2][4]
- 『移転価格税制CD-ROM』（日本公認会計士協会監修、税理経理協会）[1][4]